# Phocos fils d'Éaque
Pour les articles homonymes, voir Phocos.
Dans la mythologie grecque, Phocos (en grec ancien Φώκος / Phốkos), fils d'Éaque (roi d'Égine) et de la Néréide Psamathée, est le père de Panopée et Crisos, qu'il a de son épouse Astérodia,.

## Mythe

### Naissance
La mère de Phocos, la Néréide Psamathée, déesse des plages de sable, piégée par Éaque, roi d'Égine, se transforma en phoque pour tenter de lui échapper mais il refusa de relâcher son emprise jusqu'à ce qu'elle lui cède, donnant le jour à un fils à qui fut donné le nom de Phocos, "le phoque". Selon Pindare, Psamathée donna ensuite naissance à Phocos au bord de la mer.

### Vie
Phocos épouse Astérodia, une fille de Déion, roi de Phocide et de Diomédé (fille de Xouthos). (Plus tardivement, au Moyen Âge, Tzétzès désigne Astérioda sous le nom d'Astéria). Ils eurent ensemble des fils jumeaux, Panopée et Crisos.
Selon Pausanias, Phocos visita la région qui fut plus tard appelée Phocide peu avant sa mort, avec l'intention de s'y installer et de devenir le dirigeant des habitants locaux. Au cours de son séjour là-bas, il se lie d'amitié avec Iaseus : Pausanias décrit une peinture de Phocos donnant sa bague avec son sceau à Iaseus en signe d'amitié. Il note aussi que Phocos est représenté comme un jeune homme tandis qu'Iaseus a l'air plus âgé et porte la barbe. Ailleurs, Pausanias mentionne que les fils de Phocos, Panopée et Crisos, émigrèrent en Phocide.

### Mort
Éaque préférait Phocos à Pélée et Télamon, les deux fils qu'il avait eus avec son épouse Endéis, et Phocos mourut de leur main. Les circonstances de cette mort varient selon les auteurs, allant d'un accident au meurtre prémédité.
Une des versions les plus complètes est celle d'Apollodore qui, dans sa Bibliothèque, décrit Phocos comme un athlète fort et talentueux, dont les capacités athlétiques rendirent ses demi-frères jaloux. Leur jalousie les poussa à l'assassiner pendant une pratique sportive. Télamon, le demi-frère le plus fort, lança un disque à la tête de Phocos, le tuant. Les frères cachèrent alors le cadavre dans un fourré, mais Éaque découvrit le corps et punit Pélée et Télamon en les exilant d'Égine. Télamon fut envoyé à Salamine, où il devint roi après la mort de Cychrée, le roi régnant, qui n'avait pas d'héritier, tandis que Pélée se rendit à Phthie, où il fut purifié par le roi phthien Eurythion.
Cependant, la tradition varie selon la nature de la mort de Phocos. D'autres mythes utilisent ce qui suit pour décrire la mort de Phocus :
1. Télamon lui lança un quoit (en) à la tête ;
2. Télamon l'a tué avec une lance alors qu'il chassait[10];
3. Pélée l'a tué avec une pierre lors d'un concours de pentathlon pour plaire à sa mère Endéis, car Phocos était le fils de son mari et d'une autre femme[11];
4. Certains auteurs mentionnent simplement que Pélée et Télamon ont tué Phocos par envie, sans donner de détails[12],[6];
5. D'autres sources affirment que quel que soit le frère responsable, il s'agissait d'un accident[2],[1].

Quoi qu'il en soit, le meurtre découvert, Éaque chasse les coupables d'Égine,.
Dans certains versions Psamathée, furieuse, envoie un loup géant harceler les troupeaux de Pélée pour venger la mort de son fils mais, alors que le loup a commencé à dévorer le bétail, il réussit à apaiser sa colère avec des sacrifices appropriés. D'après Ovide, elle refuse d'abord sa supplique mais sa sœur, la Néréide Thétis, qui a entendu les prières de Pelée, réussit à la convaincre et apaise sa fureur. Le loup continue cependant son carnage jusqu'à ce que Thétis le transforme en pierre.

## Tombe
Pausanias rapporte dans sa Description de la Grèce que la tombe de Phocos se trouvait près de l'Éacion, temple dédié à son père.

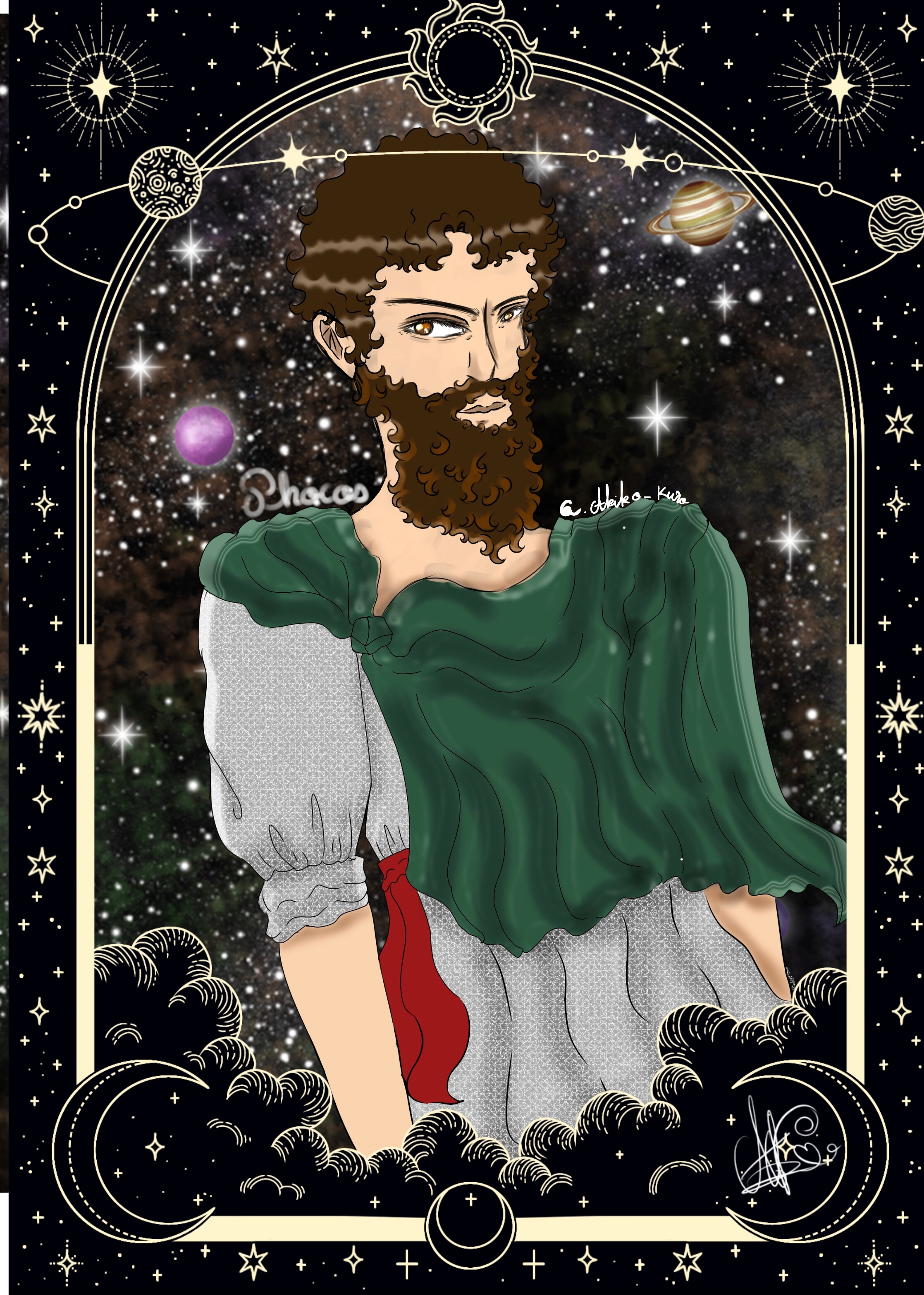
Portrait de Phocos (imaginatif).

## Sources
- Pseudo-Apollodore, Bibliothèque [détail des éditions] [lire en ligne] (III, 12, 6).
- Hésiode, Théogonie [détail des éditions] [lire en ligne] (v. 1004).
- Ovide, Métamorphoses [détail des éditions] [lire en ligne] (XI).
- Pausanias, Description de la Grèce [détail des éditions] [lire en ligne] (II, 29).
- Pierre Grimal, Dictionnaire de la mythologie grecque et romaine, Paris, PUF, 1951.